# RKWard
RKWard es una interfaz gráfica para el lenguaje de programación R. Ha sido desarrollada como una herramienta que transparentemente combina el potencial de R con la facilidad de uso de otros paquetes estadísticos comerciales sin perder acceso a los beneficios del trabajo por línea de comandos o con guiones.

## Características
RKWard está escrito en C++ y utiliza las bibliotecas libres KDE/Qt.
Las características de RKWard incluyen:
- Editor de datos tipo hoja de cálculo
- Resaltado de sintaxis, plegado de código y  finalización de código
- Importación de datos (por ejemplo, SPSS, Stata y CSV)
- Vista previa de la trama e historial navegable
- R paquete de gestión
- Navegador de espacio de trabajo
- Diálogos de GUI para todo tipo de estadísticas y trazados

### Interfaz
RKWard pretende ser de fácil uso, tanto para personas con profundos conocimientos de R, como para usuarios que, si bien cuentan con experiencia en estadística, no están familiarizados con el lenguaje. El diseño de la aplicación ofrece la posibilidad de utilizar las herramientas gráficas así como también ignorar muchas de ellas y usar el programa como entorno de desarrollo integrado.
Incluye un visor del espacio de trabajo, donde se tiene acceso a los paquetes, funciones y variables cargados por R o importados de otras fuentes. Cuenta además con visor de archivos, y ventanas de edición de conjuntos de datos, visualización del contenido de las variables, ayuda, bitácora de comandos y la salida HTML.
Igualmente ofrece componentes que ayudan en la edición de código y ejecución directa de órdenes, como la ventana de guiones y la consola de R, donde se pueden introducir comandos o programas completos, como se haría en la interfaz de texto original de R, con ayudas adicionales como coloreado de sintaxis documentación de funciones mientras se escribe, y con la característica de captura de gráficas o diálogos emergentes producidos ofreciendo opciones adicionales de manipulación, guardado y exportación de estos.

### Gestión de paquetes
La gestión de paquetes de R es realizada a través de un diálogo de configuración que permite, sea de forma automática (porque un complemento lo requiere) o de forma manual, instalar nuevos paquetes desde los repositorios oficiales del proyecto, actualizar los existentes, eliminarlos o cargarlos/descargarlos del espacio de trabajo.

### Sistema de complementos
Gracias a su sistema de complementos RKWard amplía constantemente el número de funciones a las cuales se puede acceder sin necesidad de escribir el código directamente. Estos componentes permiten que, a partir de una interfaz gráfica de usuario, se generen instrucciones en R para las operaciones estadísticas más usuales o complejas. De esta manera, incluso sin tener conocimientos profundos sobre el lenguaje es posible realizar análisis de datos avanzados o gráficas elaboradas. Los resultados de las computaciones son formateados y presentados como HTML, haciendo posible, con un solo clic y arrastre, exportar tablas y gráficos hacia, por ejemplo, suites ofimáticas.

#### rk.Teaching
Es un paquete desarrollado para enseñar y aprender estadística. El cual integra paquetes modernos como R2HTML, plyr y ggplot2 entre otros, como salidas nativas de RKWard, actualmente en su versión más reciente 1.3.0. Además, este plug-in se ha puesto a prueba y se ha encontrado que posibilita que se tenga una menor curva de aprendizaje que la que presentó la de SPSS.
 En el sitio https://rkward.kde.org/Screenshots.html se encuentra referencia a este plug-in como un ejemplo de paquete desarrollado por terceros (Third party extensions) altamente recomendable que aporta gran variedad de opciones (T.Del.A).

## Estado de desarrollo
RKWard se encuentra en constante desarrollo, con publicación periódica de nuevas versiones y complementos aportados por sus usuarios. Actualmente, sus desarrolladores ya ofrecen una versión estable para sistemas Windows junto con KDE.